# Pretori
Pretori (gr. Πραιτώρι) – wieś w Republice Cypryjskiej, w dystrykcie Pafos. W 2011 roku liczyła 23 mieszkańców.